# Helicoverpa zea
Helicoverpa zea är en fjärilsart som beskrevs av Boddie 1850. Helicoverpa zea ingår i släktet Helicoverpa och familjen nattflyn. Inga underarter finns listade i Catalogue of Life.

## Bildgalleri

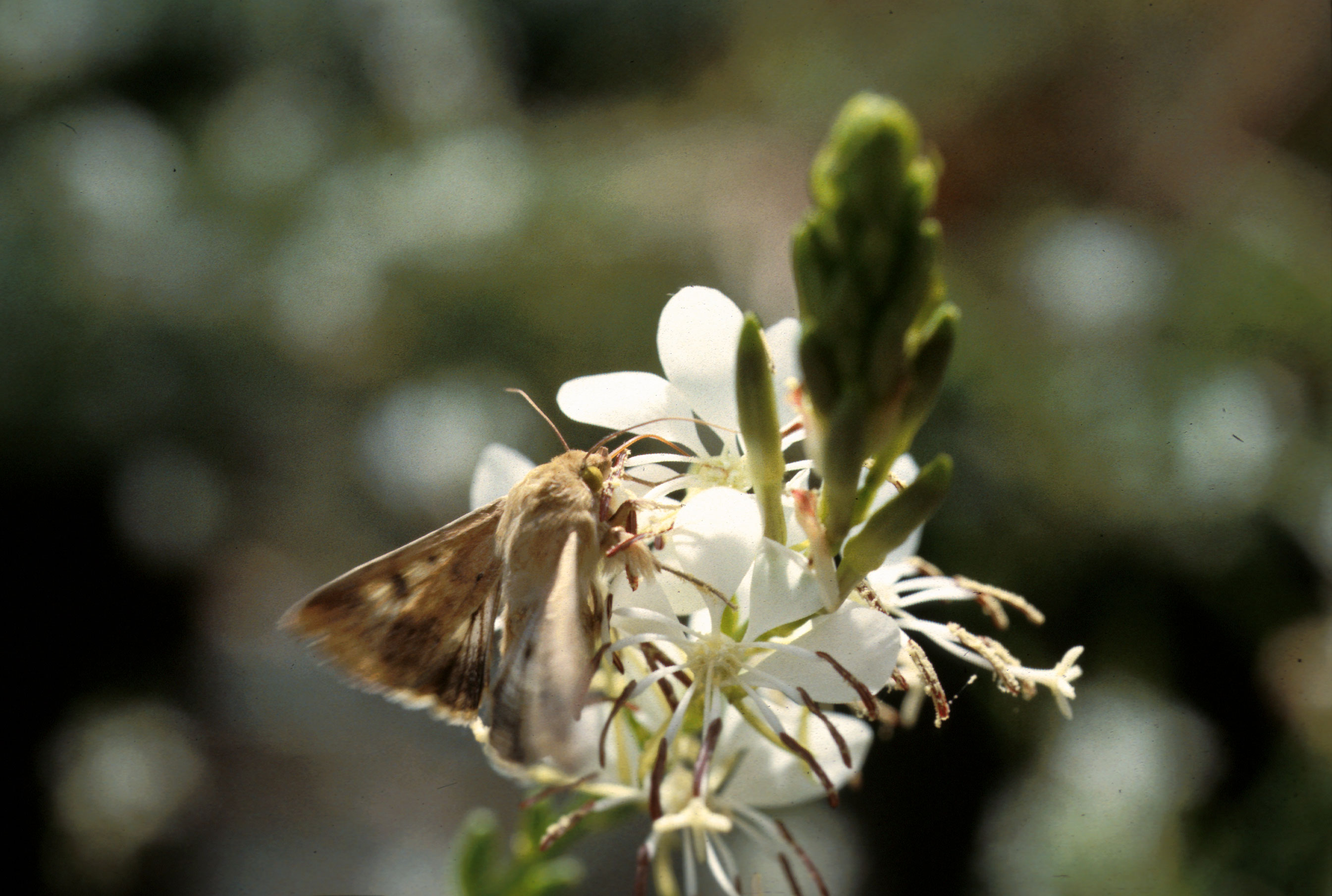
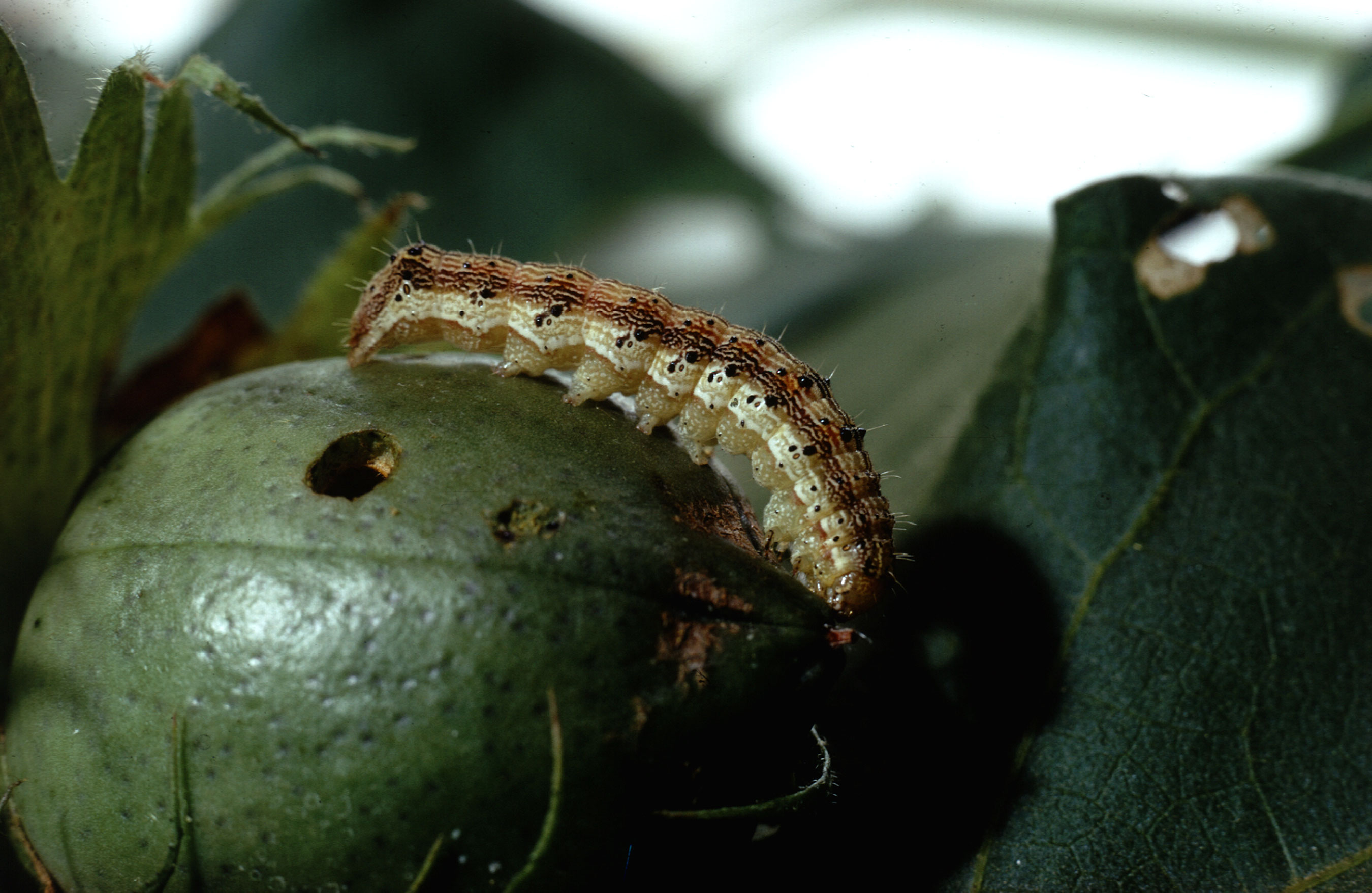
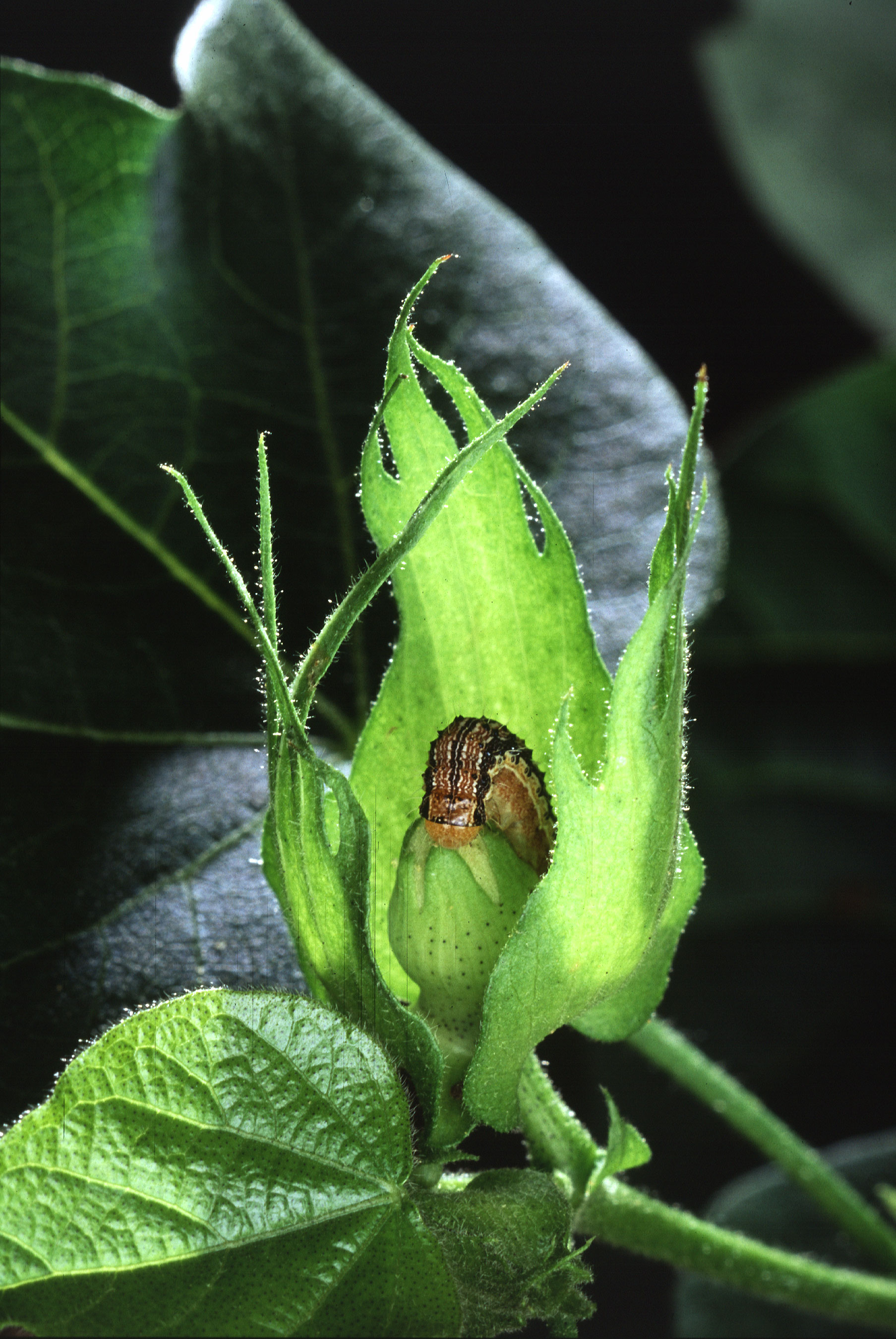
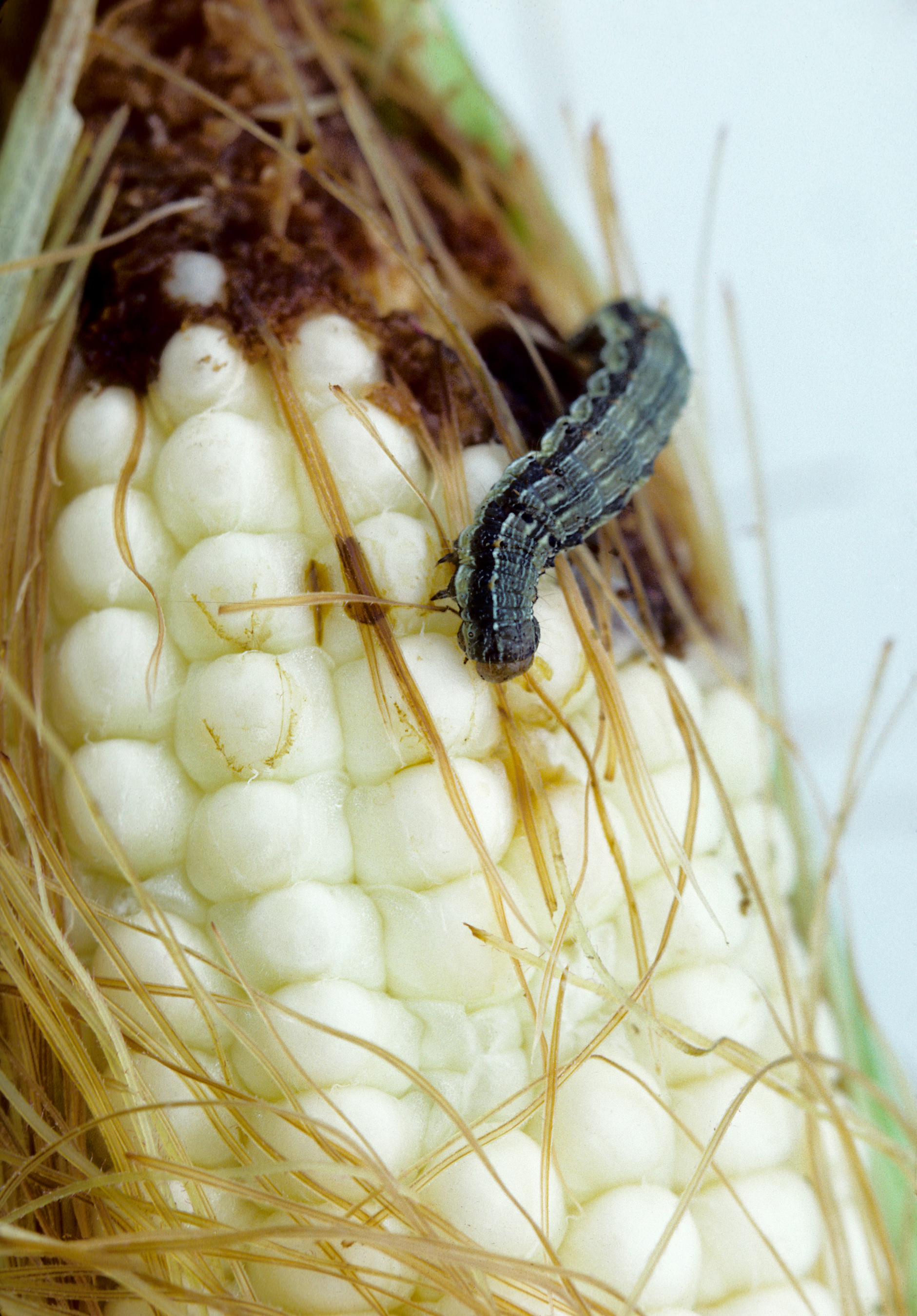
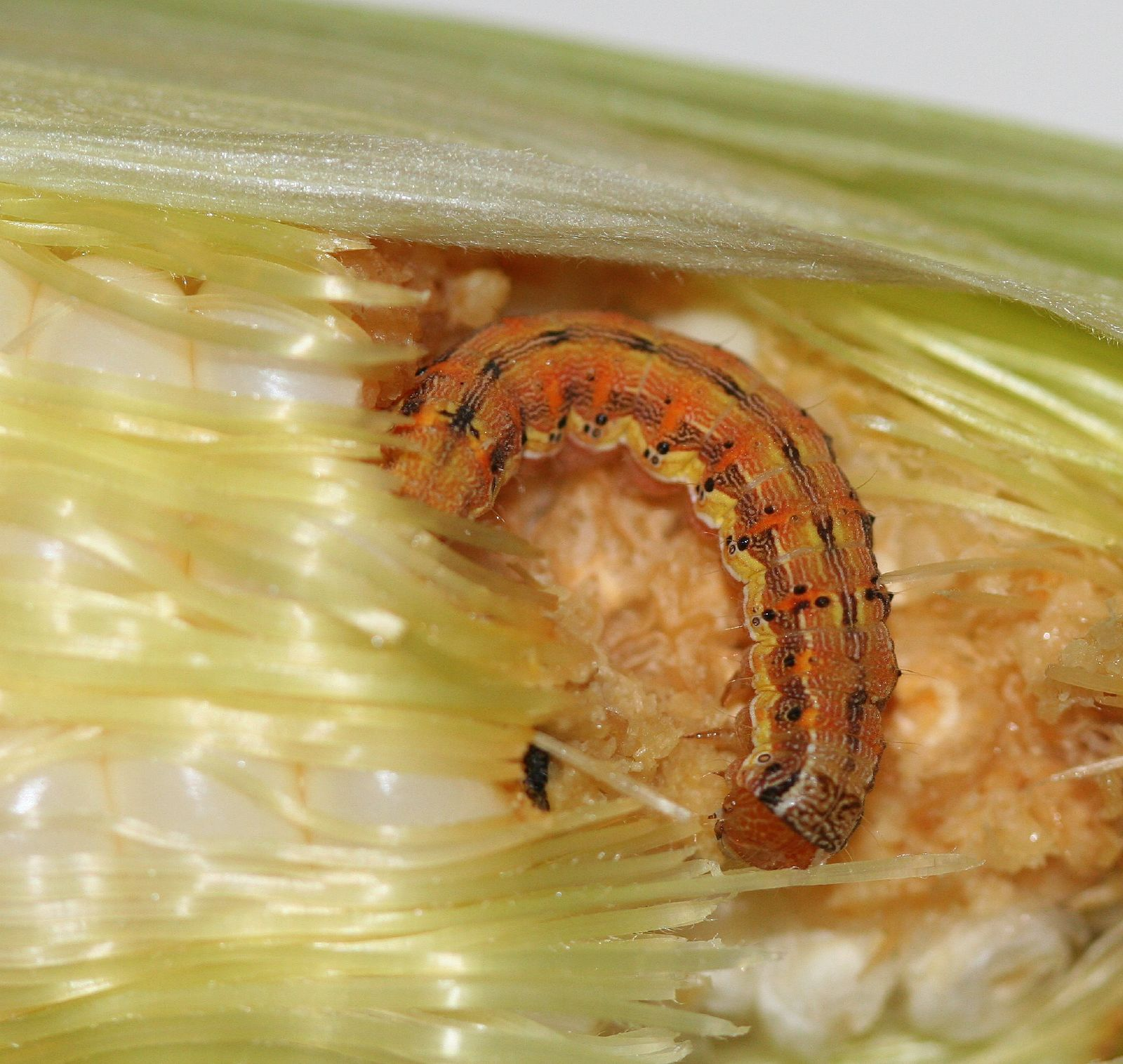
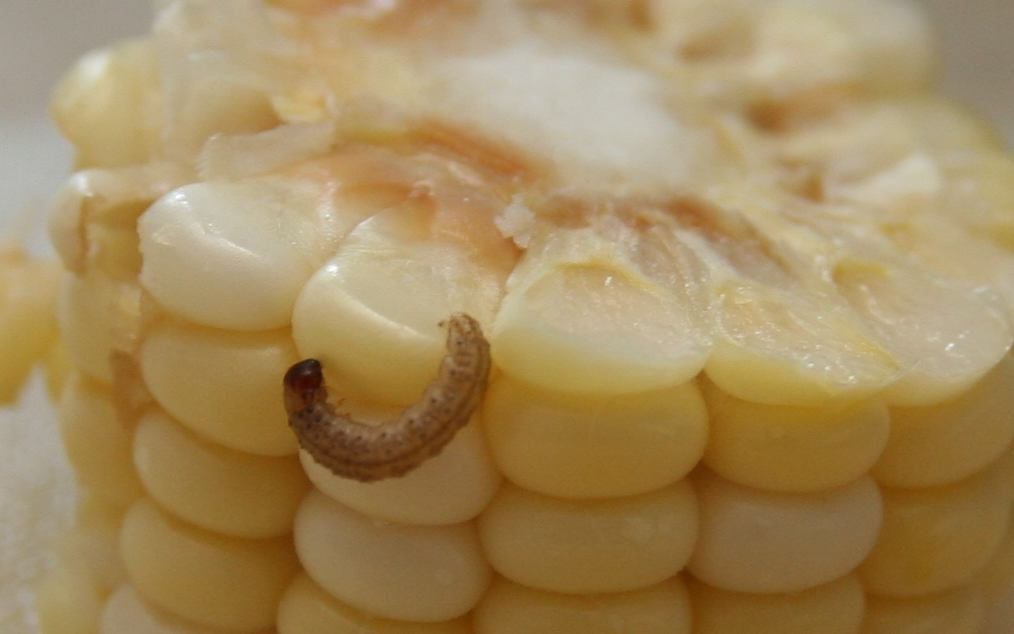